# Методи Вълчев
Методи Костадинов Вълчев е български актьор, радио и тв водещ.

## Биография
Роден е на 10 декември 1976 г. в София. През 1999 г. завършва актьорско майсторство за драматичен театър в класа на Велко Кънев в Нов български университет.
Играе на сцените на Младежкия театър, Драматичния театър „Васил Друмев“ в Шумен, Драматичния театър „Гео Милев“ в Стара Загора и Кукления театър в Благоевград. Участва в постановките „Криворазбраната цивилизация“, „Храна за кучета и котки“, „Тартюф“ „Синята стая“, „Палечка“, „Спасителят в ръжта“, „Дядо Коледа е боклук“, „Розови облаци“ и други.
Водещ в радио „Веселина“ до ноември 2017 г., както и на предавания в телевизия „Веселина“, ББТ, TV7. Участва в записи на радио пиеси, дублажи на филми и сериали (измежду които „Свободен дух“), музикални видеоклипове.
Озвучава в редица сериали за студио Медиа Линк, измежду които „Свободен дух“.
Изпълнител на песни – „Тръгвай си“, „Мъжка математика“...

## Филмография
- "Клетката" (2023) - инспектор
- „Денят на бащата“ (2019), 6 серии – учител по физическо
- „Корпус за бързо реагиране“ (2014)
- „Корпус за бързо реагиране“ (2012)
- „Столичани в повече“
- „Стъклен дом“
- „Неочакван обрат“ (сериал, 2006)
- „Не се надвесвай навън“ (сериал, 2003)